# Holländische Wasserlinie
Die Holländische Wasserlinie war eine niederländische Verteidigungslinie auf der Grundlage der Inundierung. Im Verteidigungsfall konnte das Land so 40 Zentimeter hoch geflutet werden.

## Alte Holländische Wasserlinie

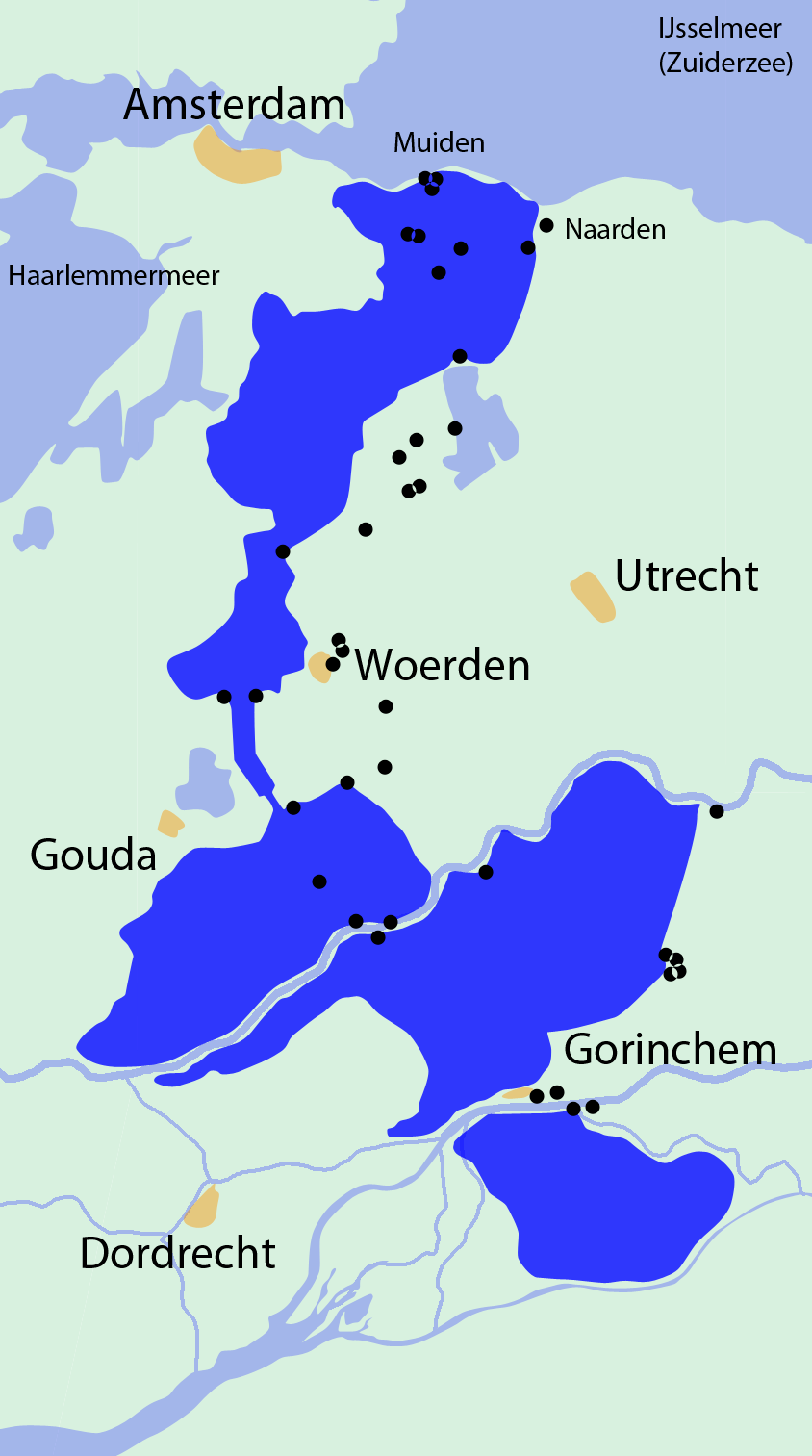
Karte der Alten Holländischen Wasserlinie

Nachdem man die Inundierung 1589 und 1629 in kleinerem Maßstab ausprobiert hatte, wurde im Katastrophenjahr 1672, dem sogenannten Rampjaar, eilig ein Landstrich unter Wasser gesetzt, um im Französisch-Niederländischen Krieg die französischen Truppen aufzuhalten, bevor sie Holland erobern würden. Die Linie lief von der Zuiderzee bis zum Biesbosch, von Muiden über Woerden und Goejanverwellesluis nach Gorinchem. Die Stadt Utrecht fiel außerhalb dieser Linie, weil sie zu diesem Zeitpunkt bereits von den Franzosen erobert war.

## Neue Holländische Wasserlinie
1815 empfahl Krayenhoff den Bau der Neuen Holländischen Wasserlinie oder auch Utrechter Linie. Die Bauarbeiten begannen 1816 und dauerten, mit Unterbrechung in den Jahren 1824 bis 1839, bis ins Jahr 1860. Als Teil der Verteidigungsanlagen, die als Festung Holland bezeichnet wurden, sind später weitere Ausbauarbeiten bis ins Jahr 1885 getätigt worden. Allerdings waren die Forts mit Erfindung der Brisanzgranate um 1880 nicht mehr zeitgemäß, da ihre Befestigung im Kriegsfall nicht ausreichend sein würde.
Die Linie lag teilweise östlich der Alten Holländischen Wasserlinie, so dass Utrecht innerhalb der Linie lag. An jenen Stellen, wo die Inundierungen durch Straßen, Deiche, oder Eisenbahnen durchschnitten waren, wurden Forts errichtet.
Die Neue Holländische Wasserlinie wurde beim Ausbrechen des Deutsch-Französischen Kriegs (1870/71) und während des Ersten Weltkriegs besetzt. Sogar im Mai 1940 während des Westfeldzuges der deutschen Wehrmacht wurde die Linie durch die niederländische Armee noch in Gebrauch genommen. Man beschloss dann aber im letzten Moment, die Verteidigung weiter östlich bei der Grebbe-Linie zu führen. Diese zieht sich vom IJsselmeer zwischen Huizen und Nijkerk bis zum Waal. Hier hielten die Niederländer einige Tage stand.
Als sich die Niederländer schließlich zur Wasserlinie zurückziehen wollten, war diese bei Dordrecht bereits durch die Deutschen durchbrochen und Rotterdam bombardiert (14. Mai 1940).
Im Juli 2021 wurde die Neue Holländische Wasserlinie als Ergänzung der bereits 1996 eingeschriebenen Stellung von Amsterdam in die Liste des UNESCO-Welterbes eingetragen.